# Tatra K2R
Tatra K2R je typ modernizovaných československých tramvají Tatra K2, které provozuje Dopravní podnik města Brna (DPMB). Na provedení K2R navázal typ Tatra K2R.03, který z důvodu nedostatku finančních prostředků byl ochuzen o některé modernizované prvky. Modernizace na typy K2R i K2R.03 probíhaly ve druhé polovině 90. let 20. století, oba typy čítaly po sedmi vozech. V roce 2013 byla jedna tramvaj K2R rekonstruována na restaurační tramvaj s typovým označením K2R-RT.

## Historické pozadí
Největší český provozovatel dvoučlánkových (kloubových) tramvají K2, brněnský dopravní podnik, se v polovině 90. let 20. století rozhodl modernizovat své vozy K2. Roku 1995 byly proto zahájeny modernizace tramvají K2, které se již blížily hranici životnosti. Na rozdíl od ostravských modernizací (Tatra K2G) se mělo jednat o zásadní rekonstrukci vozů s novým designem a upraveným interiérem. Těmto modernizacím předcházel předsunutý projekt modernizace tramvají typu T3 – Tatra T3R. Prototyp T3R, původně přestavěný vůz T3SUCS č. 1615 z roku 1985, byl představen v roce 1995 na Mezinárodním strojírenském veletrhu (MSV) s novou elektrickou výzbrojí TV 8, čely dle návrhu architekta Patrika Kotase, novým provedením interiéru a v ČR vůbec poprvé použitými terčíkovými digitálními panely, načež byl zařazen do flotily pisárecké vozovny. Na tento projekt navázala dodávka dalších 10 nových vozů T3R ev. č. 1659–1668 a projekt tramvaje Tatra K2R.
Typ K2R.03 vznikl kvůli nedostatku finančních prostředků a zároveň i kvůli provozním zkušenostem s tramvajemi K2R. Byly vypuštěny některé modernizované prvky, základ modernizace včetně designu ale zůstal zachován.
Restaurační tramvaj K2R-RT byla inspirována podobnými vozy, které jsou provozu např. v Berlíně, Geře či Vídni.

## Modernizace
Nejprve na modernizaci spolupracovala Královopolská, která provedla opískování a opravu vozových skříní i dosazení nových čel u tramvají č. 1006 a 1018 (přistaveny k rekonstrukci v dubnu 1995), které se poté v srpnu téhož roku vrátily do ústředních dílen dopravního podniku k finální kompletaci. Vozy K2R byly osazeny elektrickou výzbrojí TV 8 na bázi GTO tyristorů s rekuperací brzdné energie, statickým měničem Alstom namísto původního motorgenerátoru, hydraulicky ovládanou brzdu Hanning a Kahl (která byla později pro vyšší poruchovost vyměňována za původní kotoučovou) a protiskluzovou ochranou na středním podvozku, lepenými plechy na bočnicích, novými tónovanými determálními okny Hády Metal s výklopnou horní částí, výklopnými dveřmi s pohony firmy Bode vybavené poptávkovým otevíráním dveří, digitálním informačním systémem s bočními transparenty umístěnými ve střeše vozu nad okny, palubním počítačem a označovači jízdenek od firmy SAVS Olomouc, hlásičem zastávek EPIS, ručním řadičem Schaltbau, novými sedadly Karosa (později C.I.E.B.) Nova 320 s jednoduchými stojany pro snadnější úklid vozu, protiskluzovým kobercem ALTRO, speciálním nátěrem madel (zprvu v tmavě červené, později v oranžové barvě), novým obložením interiéru, zcela nově řešenou uzavřenou kabinou řidiče, elektrickými topnicemi v bočnicích vozu, malými střešními klapkami s větším úhlem vyklopení dle vozů T3SUCS a polopantografovým sběračem Lekov EPDE 01-2600 a novým barevným schématem dle návrhu Kotase. První z nich, vůz č. 1066, se představil v březnu 1996 spolu s tramvajemi T6A5, načež následovaly zkušební jízdy a výstava tohoto vozu u příležitosti MSV na stánku firmy Pars DMN Šumperk, první cestující svezl spolu s vozem 1018 až roku 1997. Provedení vozů K2R se poté mírně obměnilo a další vozy č. 1003, 1028, 1039 a 1053 již získaly výklopné dveře s pohony firmy IFE, polopantograf Stemann Fb500 (u vozu č. 1064 Stemann Fb700).
Projekt doznal koncem 90. let vlivem několika událostí (nedostatek finančních prostředků, krach ČKD, aj.) transformace do projektů tramvají Tatra K2R.03, K2R.03-P, u kterých došlo ke zjednodušení modernizace ponecháním některých původních částí, konkrétně původních lámacích dveří, oken s posuvnou horní částí, původních laminátových sedadel doplněných o čalouněný sedák a původní kotoučové brzdy středního podvozku pro poruchovost hydraulicky ovládané brzdy u předchozích tramvají K2R. První dva vozy č. 1079 a 1081 byly odvezeny k opravě karoserie do areálu firmy Pars DMN v Šumperku, odkud byly odeslány zpět do ústředních dílen dopravního podniku k dokončení rekonstrukce na K2R.03. U vozu č. 1081 bylo použito novější provedení čel Kotas, které využívaly čelní světlomety z dodávky Peugeot Boxer 1. generace (1994–2005) a zadní sdružené svítilny z osobního automobilu Opel Astra F. U pětice vozů K2R.03 s čísly 1027, 1029, 1037, 1059 a 1060 byla modernizace znovu obměněna. Rekonstrukci tramvají provedla zcela firma Pars DMN a zároveň s tím byla použita čela Kotas novějšího provedení, dále byly poprvé na těchto vozech použity označovače Mikroelektronika a palubní počítač BS 100 firmy BUSE.
Při přestavbě vozu K2R č. 1018 v roce 2013 na restaurační tramvaj K2R-RT došlo k zaslepení druhých a čtvrtých dveří včetně schodů. Zrušena byla také dvě okna, obě v pravé bočnici v zadním článku: první hned za kloubem kvůli skříni a lednici, druhé za původními třetími (po přestavbě druhými) dveřmi kvůli kabině WC. Vozidlo bylo vybaveno druhým statickým měničem, který je určen pro napájení spotřebičů (230 V). Interiér byl zcela přestavěn, v přední části předního článku, hned za kabinou řidiče, byly umístěny dvě čtveřice (vlevo) a dvě dvojice (vpravo) sedadel se stolečky, ve zbytku článku jsou sedadla umístěna podélně. Podélné rozmístění sedadel bylo realizováno také v zadní části zadního článku. Přední část zadního článku obsahuje barový pult s výčepem, lednici, kabinu WC a několik samostatných madel s držáky na pivo pro stojící. Vůz je vybaven vodním hospodářstvím, audiovizuálním systémem, Wi-Fi připojením, novým zářivkovým osvětlením či topidly doplněnými k původním topnicím. Na stěnách se v interiéru nachází imitace dřeva, sedadla jsou potažena zelenou koženkou. Tramvaj byla nalakována světlejší zelenou barvou, kterou však z většiny překryly tmavě zelené polepové fólie se zobrazením půllitrů piva, siluet Petrova a Špilberku, znakem Starobrna a nápisem „Šalina pub“. Téměř celou přestavbu financoval přibližně třemi miliony korun pivovar Starobrno. Dokončený vůz byl představen veřejnosti 15. června 2013 na náměstí Svobody při festivalu Brno – město uprostřed Evropy.

## Provoz tramvají Tatra K2R, K2R.03 a K2R-RT

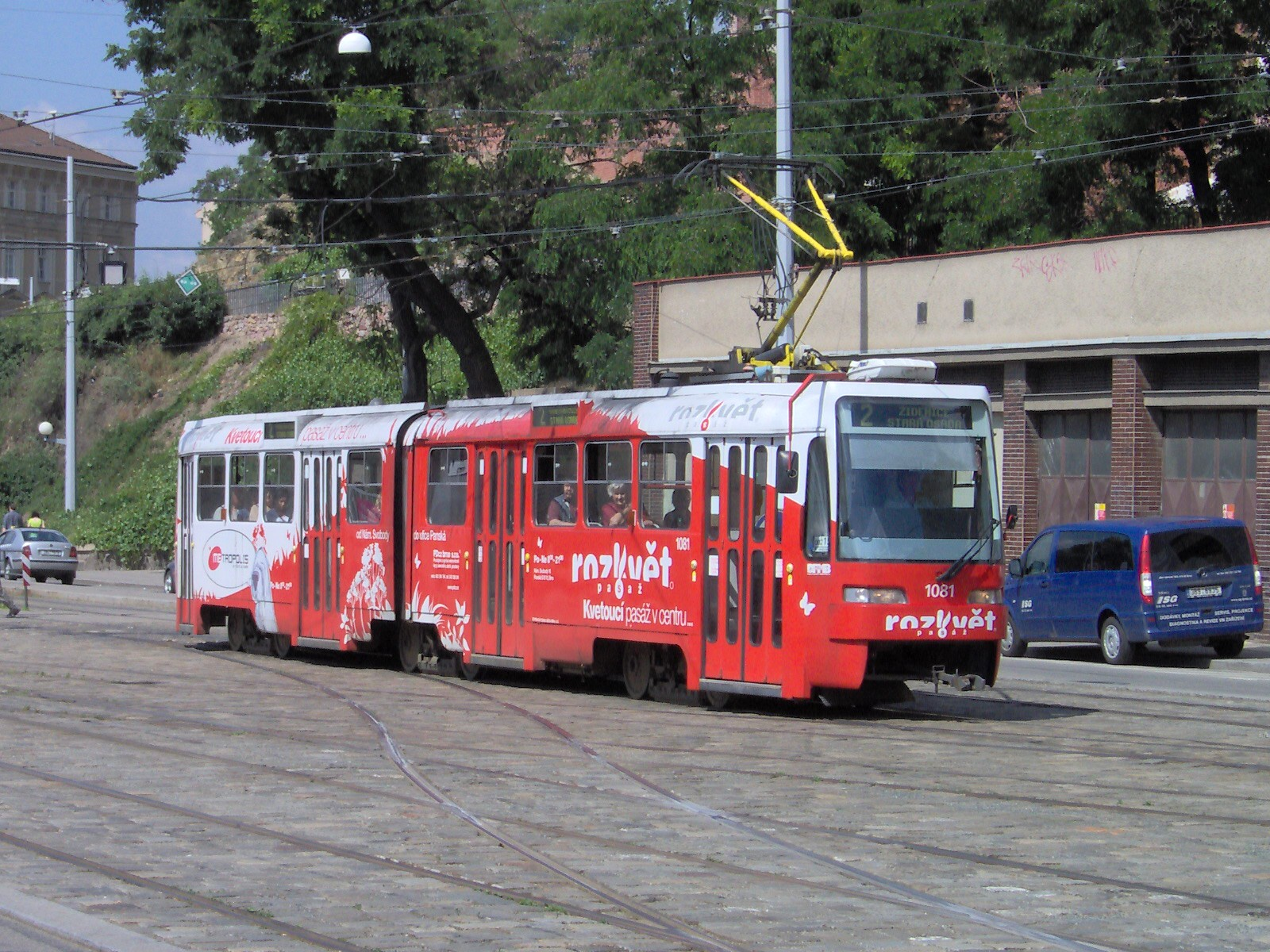
Brněnský vůz Tatra K2R.03

| Provoz | Článek | Typ    | Roky modernizací | Počet vozů | Poznámky                                         |
| ------ | ------ | ------ | ---------------- | ---------- | ------------------------------------------------ |
| Brno   | článek | K2R    | 1995–1998        | 7 kusů     | jeden z vozů později rekonstruován na typ K2R-RT |
| Brno   | článek | K2R.03 | 1997–1999        | 7 kusů     |                                                  |
| Brno   | článek | K2R-RT | 2013             | 1 kus      | restaurační tramvaj – „Šalina pub“               |

### Tatra K2R
Na začátku roku 1995 byly do Královopolské převezeny dva brněnské vozy K2 ev. č. 1006 a 1018. Zde proběhla výroba nových laminátových čel a skelety obou tramvají byly opraveny. Vzhledem k nedostatečné podpoře projektu ze strany Královopolské byly oba vozy převezeny zpět do dopravního podniku, kde měly být dokončeny. Tramvaj č. 1018 byla prozatímně odstavena a modernizace v ústředních dílnách DPMB se zaměřila na vůz č. 1006, který převzal číslo 1066 po tramvaji vyhořelé v roce 1992. Přestavba byla dokončena začátkem roku 1996 a tramvaj K2R ev. č. 1066 byla veřejnosti představena 22. března téhož roku. Poté probíhaly zkušební jízdy, vůz byl v září 1996 vystaven na Mezinárodním strojírenském veletrhu, do provozu s cestujícími se dostal poprvé v březnu 1997. Druhý rozpracovaný vůz ev. č. 1018 byl v dílnách dopravního podniku dokončen ve druhé polovině roku 1997.
Již v roce 1995 získala firma Pars DMN Šumperk kontrakt na modernizaci dalších pěti tramvají na typ K2R. První vůz (ev. č. 1039) byl do Šumperka přepraven v prosinci 1995, další čtyři vozy jej následovaly v průběhu roku 1996. Tramvaje č. 1039, 1064 a 1003 byly dokončeny a zprovozněny v roce 1997, vozy č. 1028 a 1053 v roce 1998. Některé vozy K2R byly později kvůli technickým problémům dlouhodobě odstaveny (zejména vůz č. 1039 od roku 2002 do roku 2008).
V letech 2004–2010 proběhla při velkých prohlídkách postupná výměna problémové elektrohydraulické brzdy středního podvozku za původní elektromechanickou.
V srpnu 2015 zahořel na pravidelné lince vůz č. 1003 a vzhledem k rozsáhlému poškození kabeláže a slaboproudých agregátů a očekávané dodávce nových nízkopodlažních tramvají byl na podzim téhož roku sešrotován. Šlo o první vyřazenou brněnskou tramvaj s čely od Patrika Kotase. Roku 2018 byla odstavena a následně sešrotována většina ostatních tramvají K2R, konkrétně vozy č. 1028, 1039, 1053 a 1064. Poslední provozní vůz typu K2R č. 1066 dojezdil v únoru 2022, kdy byl odstaven; sešrotován byl červenci 2023.

### Tatra K2R.03
Kvůli nedostatku finančních prostředků na náročné modernizace typu K2R přistoupil brněnský dopravní podnik ke kompromisnímu řešení v podobě typu K2R.03. Mezi lety 1997 a 1998 byly v Parsu Šumperk částečně modernizovány dvě tramvaje na typ K2R.03 (č. 1079 a 1081), přičemž dokončeny byly v ústředních dílnách DPMB. Dalších pět vozů K2 (ev. č. 1027, 1029, 1037, 1059 a 1060) bylo do Šumperka odesláno v polovině roku 1998, zpět do Brna byly jako dokončené modernizované tramvaje K2R.03 dodány v první polovině roku 1999.
V letech 2016 až 2019 došlo k postupnému odstavování a následné šrotaci šesti vozů K2R.03. Jako první byla odstavena a zrušena tramvaj č. 1079. Poslední vypravovaný vůz č. 1081 dojezdil v říjnu 2021, kdy byl odstaven po najetí do tramvaje VarioLF2 ve smyčce Lesná, Čertova rokle. Jeho likvidace proběhla následující rok.

### Tatra K2R-RT

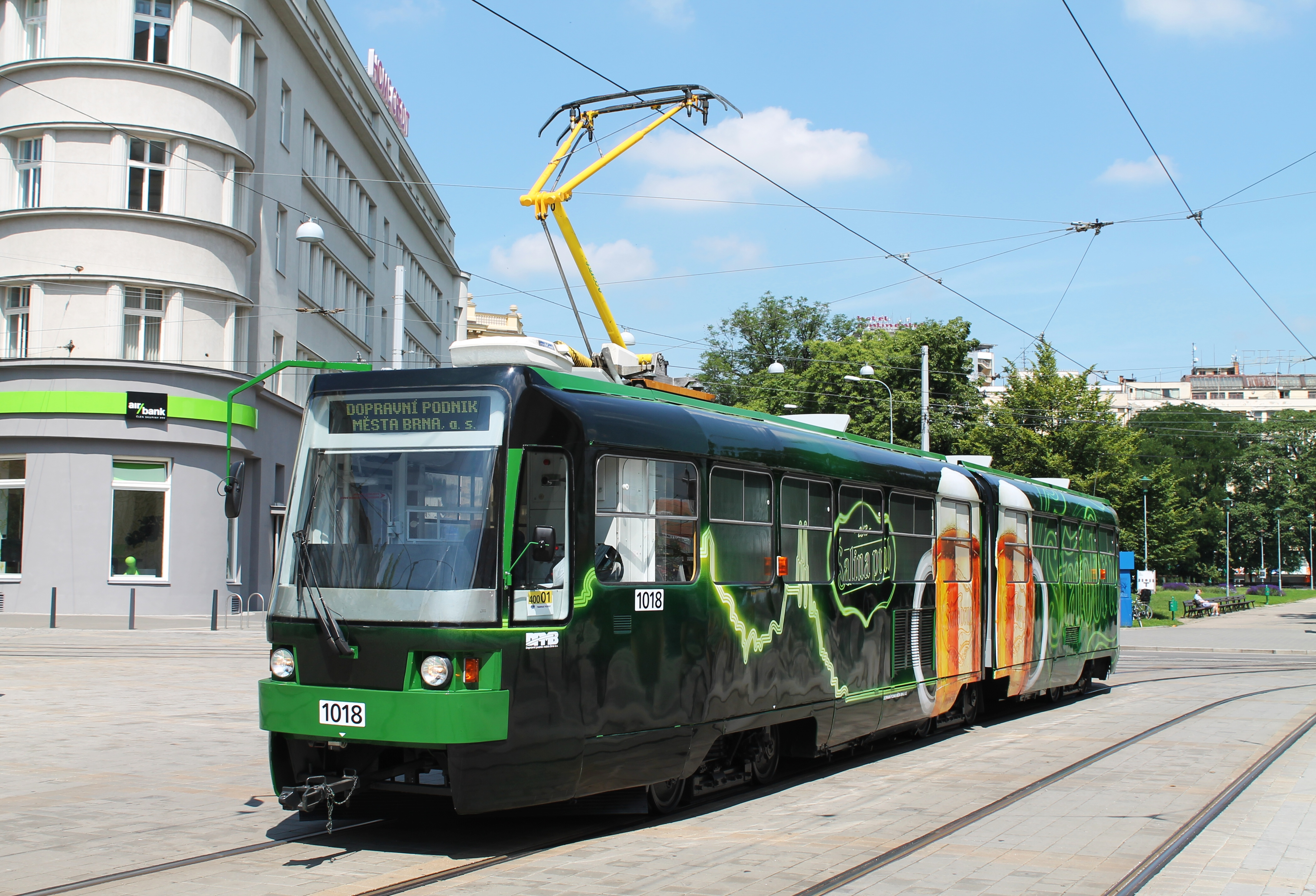
Restaurační tramvaj – „Šalina pub“

O přestavbě některého z vozů na restaurační (pivní, barovou, párty) tramvaj začal DPMB uvažovat v roce 2012. Díky spolupráci s pivovarem Starobrno, reklamní společností SNIP & Co. a cateringovou firmou Royal party servis byl v únoru následujícího roku vybrán vůz K2R č. 1018, který měl být té době přistaven do standardní velké prohlídky. Ta byla nově spojena s přestavbou vozidla a začala v polovině března 2013. Dokončený vůz („Šalina pub“) byl veřejnosti představen 15. června 2013 na náměstí Svobody při festivalu Brno – město uprostřed Evropy. Dopravní podnik jej využívá jako komerční vozidlo pro objednané jízdy, plánuje ale také pravidelný provoz pro veřejnost o pátečních a sobotních večerech.